# Joaquín Zeballos
Joaquín Zeballos Machado (Castillos, Uruguay, 13 de noviembre de 1996) es un jugador de fútbol uruguayo que juega como delantero en Montevideo City Torque de la Segunda División Profesional de Uruguay.

## Trayectoria
Nació en Castillos (Uruguay) y sus primeros pasos como futbolista los hizo en el Club Deportivo Maldonado de la Segunda categoría de fútbol en Uruguay. En 2017 fichó por el Huracán Fútbol Club, justo antes de recalar en el Juventud de Las Piedras, equipo con el cual logró el ascenso a la máxima categoría, la Primera División de Uruguay. 
En su primer y único año en la Primera División de Uruguay durante la temporada 2019, Zeballos materializó 19 goles en 36 partidos y repartió cuatro asistencias convirtiéndose en un puntal para su equipo pese a no lograr la salvación.
El 6 de marzo de 2020 el Girona F. C. hizo oficial su incorporación hasta el 30 de junio de 2021. Unos meses después, el 5 de octubre de ese mismo año, fue cedido al F. C. Barcelona "B" de la Segunda División B por una temporada. En agosto de 2021 regresó a su país para jugar en el Montevideo City Torque.
El 9 de enero de 2023 es anunciado como nuevo jugador de Santiago Wanderers de la Primera B de Chile.

## Clubes
| Club                           | País    | Año       |
| ------------------------------ | ------- | --------- |
| C. D. Maldonado                | Uruguay | 2013-2016 |
| Huracán F. C.                  | Uruguay | 2016-2017 |
| Juventud de Las Piedras        | Uruguay | 2017-2020 |
| Girona F. C.                   | España  | 2020-2021 |
| → F. C. Barcelona "B" (cedido) | España  | 2020-2021 |
| Montevideo City Torque         | Uruguay | 2021-2022 |
| C. D. Maldonado                | Uruguay | 2022      |
| Santiago Wanderers             | Chile   | 2023-Act. |